# Festival Internacional de Cine de Cannes de 1995
El 48vo Festival de Cannes se desarrolló entre el 17 y el 28 de mayo de 1995. La Palma de Oro fue para Underground de Emir Kusturica.
El festival se abrió con La ciudad de los niños perdidos, dirigida por Jean-Pierre Jeunet y se cerró con Rápida y mortal, dirigida por Sam Raimi. Carole Bouquet fue la maestra de ceremonias.

## Jurado

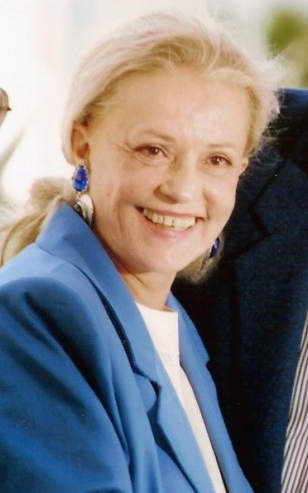
Jeanne Moreau, presidenta del jurado

Las siguientes personas fueron nombradas para formar parte del jurado de la competición principal en la edición de 1995:

### De la selección oficial
- Jeanne Moreau (Francia) (presidente)
- Gianni Amelio (Italia)
- Jean-Claude Brialy (Francia)
- Nadine Gordimer (Sudáfrica)
- Gaston Kabore (Burkina Faso)
- Michele-Ray Gavras (Francia)
- Emilio Garcia Riera (México)
- Philippe Rousselot (Francia)
- John Waters (Estados Unidos)
- Mariya Zvereva (Rusia)

### Camera d'Or
Las siguientes personas fueron nombradas para formar parte del jurado de la Cámara de Oro de 1995:
- Michel Deville (Director) (Francia) Presidente
- Alberto Barbera (director of the Musée du Cinéma) (Italia)
- Caroline Million-Rousseau (Cinéfilo) (Francia)
- Didier Beaudet (Francia)
- Istvan Gaal (Director) (Hungría)
- Michel Demopoulos (Crítico)
- N.T. Binh (Distributor)

## Selección oficial

### En competición – películas
Las siguientes películas compitieron por la Palma d'Or:
- Ángeles & insectos de Philip Haas
- Entre dos mares de Marion Hänsel
- Buenos hombres, buenas mujeres de Hou HsiaodeHsien
- Carrington de Christopher Hampton
- Dead Man de Jim Jarmusch
- Ed Wood de Tim Burton
- El odio de Mathieu Kassovitz
- Historias del Kronen de Montxo Armendáriz
- Jefferson en París de James Ivory
- Kids de Larry Clark
- La biblia de neón de Terence Davies
- La ciudad de los niños perdidos de Marc Caro, Jean Pierre Jeunet
- La joya de Shanghai de Zhang Yimou
- La locura del rey Jorge de Nicholas Hytner
- La mirada de Ulises de Theodoros Angelopoulos
- L'amore molesto de Mario Martone
- Más allá de Rangún de John Boorman
- No olvides que vas a morir de Xavier Beauvois
- O Convento de Manoel de Oliveira
- Senatorul melcilor de Mircea Daneliuc
- Sharaku de Masahiro Shinoda
- Tierra y libertad de Ken Loach
- Underground de Emir Kusturica
- Waati de Souleymane Cissé

## Un certain regard
Las siguientes películas fueron seleccionadas para competir en Un Certain Regard:
- A részleg de Péter Gothár
- Augustin de Anne Fontaine
- Bye-Bye de Karim Dridi
- Canadian Bacon de Michael Moore
- Etz Hadomim Tafus de Eli Cohen
- Ren yue huang hun de Yi Fei Chen
- Georgia de Ulu Grosbard
- Haramuya de Drissa Toure
- Indradhanura Chhai de Sushant Misra
- L'aube à l'envers de Sophie Marceau
- Le plus bel âge... de Didier Haudepin
- Lessons in the Language of Love de Scott Patterson
- Liev S Sedoi Borodoi de Andrey Khrzhanovskiy
- Lisbon Story de Wim Wenders
- Muzyka dlya dekabrya de Ivan Dykhovichny
- Nobat e Asheghi de Mohsen Makhmalbaf
- Kaki bakar de U-Wei Haji Saari
- Rude de Clement Virgo
- Salam Cinema de Mohsen Makhmalbaf
- Tempo di Viaggio de Tonino Guerra, Andrei Tarkovsky
- The Englishman Who Went Up a Hill But Came Down a Mountain de Christopher Monger
- The Monkey Kid de Xiao-Yen Wang
- The Poison Tasters de Ulrik Theer
- Things to Do in Denver When You're Dead de Gary Fleder
- Two Nudes Bathing de John Boorman
- Unstrung Heroes de Diane Keaton

## Películas fuera de competición
Las siguientes películas fueron seleccionadas para ser proyectadas fuera de competición:
- Desperado de Robert Rodríguez
- Antes y después de Barbet Schroeder
- Rápida y mortal de Sam Raimi
- The Usual Suspects de Bryan Singer
- Todo por un sueño de Gus Van Sant

### Cortometrajes en competición
Los siguientes cortos compitieron para Palma de Oro al mejor cortometraje:
- A Hamok Dala de Ferenc Cako
- Despondent Divorcee de Jonathan Ogilvie
- Domo de Maurizio Forestieri
- Gagarine de Alexij Kharitidi
- Cocoon (Koza) de Nuri Bilge Ceylan
- Les Enfants s'ennuient le Dimanche de Sophie Perez, Matthieu Poirot-Delpech
- Sortie de Bain de Florence Henrard
- Swinger de Gregor Jordan
- The Beast de Rhoderyc C. Montgomery
- The Pan Loaf de Sean Hinds

## Secciones paralelas

### Semana Internacional de la Crítica
Las siguientes películas fueron seleccionadas para ser proyectadas para la 34.ª Semana de la Crítica (34e Semaine de la Critique):
Películas en competición
- Manneken Pis de Frank Van Passel (Belgium)
- Soul Survivor de Stephen Williams (Canadá)
- The Daughter-in-law (A ba de qing ren) de Steve Wang Hsieh-Chih (Taiwan)
- Mute Witness de Anthony Waller (Germany)
- Denise Calls Up de Hal Salwen (United States)
- Madagascar skin de Chris Newby (United Kingdom)
- Los hijos del viento de Fernando Merinero (Spain)

Cortometrajes en competición
- An Evil Town de Richard Sears (EE. UU.)
- Movements of the Body de Wayne Traudt (Canadá)
- Ubu de Manuel Gómez (Francia, Bélgica)
- The Last Laugh de Robert Harders (EE. UU.)
- Adios, toby, adios de Ramón Barea (España)
- Surprise! de Veit Helmer (Alemania)
- Le Pendule by Madame Foucault de Jean-Marc Vervoort (Bélgica)

### Quincena de Realizadores
Las siguientes películas fueron exhibidas en la Quincena de Realizadores de 1995 (Quinzaine des Réalizateurs):
- 3 Steps To Heaven de Constantine Giannaris
- An Awfully Big Adventure de Mike Newell
- The White Balloon (Badkonake sefid) de Jafar Panahi
- Café Society de Raymond DeFelitta
- Der Kopf des Mohren de Paulus Manker
- Eggs de Bent Hamer
- Eldorado de Charles Binamé
- Faute de soleil de Christophe Blanc
- Heartbreak Island de Hsu Hsiao-Ming
- Heavy de James Mangold
- The Tale of the Three Lost Jewels (Hikayatul jawahiri thalath) de Michel Khleifi
- L’Enfant noir de Laurent Chevallier
- The Confessional (Le confessionnal) de Robert Lepage
- Le Rocher d'Acapulco de Laurent Tuel
- Nella mischia de Gianni Zanasi
- Pather Panchali de Satyajit Ray
- Revivre de Jean-Luc Raynaud
- Safe de Todd Haynes
- Someone Else's America (Tuđa Amerika) de Goran Paskaljevic
- Sommaren de Kristian Petri
- Visiblement je vous aime de Jean-Michel Carré

Cortometrajes
- Le Bus de Jean-Luc Gaget
- Corps inflammables de Jacques Maillot
- Rebonds by Marine Place
- La Vie à Rebours de Gaël Morel
- Une visite de Philippe Harel

## Palmarés

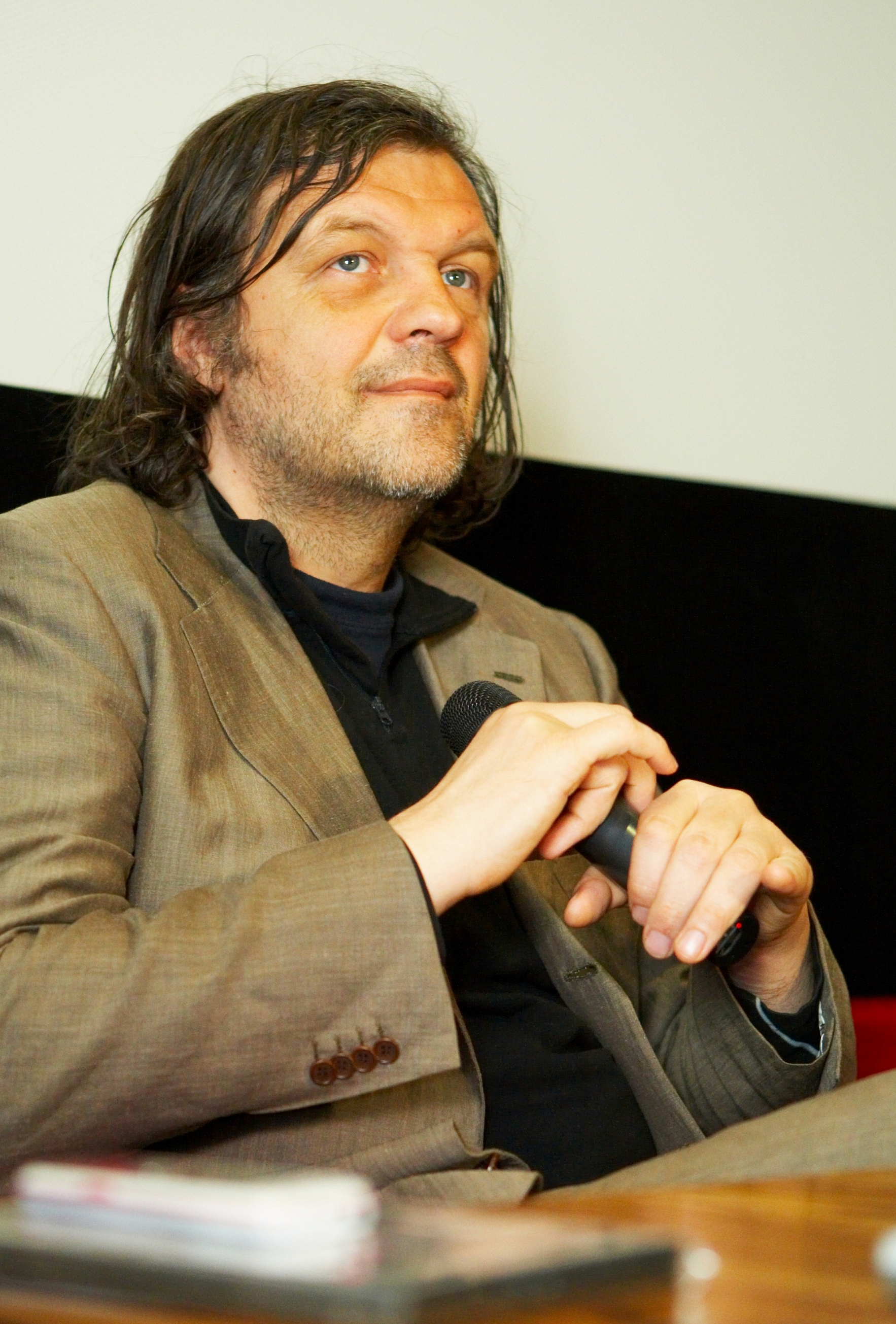
Emir Kusturica, ganador de la Palma de Oro

Los galardonados en les secciones oficiales de 1995 fueron:
- Palma de Oro: Underground - Emir Kusturica
- Gran Premio del Jurado: La mirada de Ulises - Theodoros Angelopoulos
- Premio del Jurado: No olvides que vas a morir - Xavier Beauvois
- Premio Especial del Jurado: Carrington - Christopher Hampton
- Mejor Actor: Jonathan Pryce por Carrington
- Mejor Actriz: Helen Mirren por La locura del rey Jorge
- Mejor Director: Mathieu Kassovitz por El odio
- Palma de Oro al mejor cortometraje: Gagarin de Alexij Kharitidi
- Premio del jurado: Swinger de Gregor Jordan
- Caméra d'Or: El globo blanco de Jafar Panahi
- Caméra d'Or - Mención especial: Denise Calls Up de Hal Salwen

### Premios independientes
Premio de la Crítica
- Tierra y libertad de Ken Loach (En competición)
- La mirada de Ulises (To Vlemma tou Odyssea) de Theodoros Angelopoulos (En competición)

Commission Supérieure Technique
- Gran Premio técnico: Lü Yue (fotografía) en La joya de Shanghai (Yáo a yáo, yáo dào wàipó qiáo) de Zhang Yimou

Jurado Ecuménico
- Premio del Jurado Ecuménico:  Tierra y libertad - Ken Loach
- Jurado Ecuménico - Mención especial: Entre dos mares - Marion Hänsel[13]
- Premio de la juventud:
  - Película extranjera: Manneken Pis de Frank Van Passel
  - Película francesa:Bye-Bye de Karim Dridi

Premios en el marco de la Semana Internacional de la Crítica
- Premio Mercedes-Benz: Manneken Pis de Frank Van Passel
- Premio Canal+: An Evil Town de Richard Sears
- Grand Golden Rail: Manneken Pis de Frank Van Passel

Premio especial
- Miracle in Bosnia de Dino Mustafić